# 전득우묘
전득우묘(田得雨墓)는 대한민국 충청남도 부여군 석성면 봉정리에 있는, 고려말 조선초의 부윤(府尹:종 2품의 관직)인 전득우 장군의 묘소이다. 1980년 10월 23일 충청남도의 기념물 제25호로 지정되었다.

## 개요
고려말 조선초의 부윤(府尹:종 2품의 관직)인 전득우 장군의 묘소이다.
세종 9년(1427) 당시 의금부제조에 재직 중이던 아들이 나라에 큰 공을 세워 원종공신이 되었으며, 그 부친에게도 가선대부 한서부윤의 벼슬이 내려졌고 왕이 직접 묘비를 하사하였다.
사각으로 다듬은 화강암으로 봉분의 아래쪽을 둘렀으며, 봉분 주위에는 2단의 낮은 돌담을 쌓았다. 앞쪽에 서 있는 묘비에는 원래는 부인의 묘인데 전득우가 늦게 죽었으므로 후에 합장하였다는 내용을 적고 있다. 이 묘비는 왕이 하사한 것으로, 국가에서 공을 세운 신하에게 행하는 준예장(準禮葬)으로서 그 예가 희귀하여 문화재적 가치가 크다.
봉분의 양 옆으로는 여인상에 가까운 모습의 문인석이 서 있으며, 묘의 아래쪽으로는 아들인 전흥의 묘가 있다.

## 참고 자료
- 전득우묘 - 국가유산청 국가유산포털